# Women's Asia Pacific Sevens Championship 2015
El Women's Asia-Pacific Sevens Championship de 2015 fue la quinta y última edición del torneo de rugby 7 en la que compitieron seleccionados femeninos de Asia y Oceanía.
Se disputó en la ciudad de Sandakan en Malasia.

## Fase de grupos

### Grupo A
| Pos. | Equipo    | Encuentros | Encuentros | Encuentros | Encuentros | Tantos  | Tantos    | Tantos     | Puntos |
| Pos. | Equipo    | jugados    | ganados    | empatados  | perdidos   | a favor | en contra | diferencia | Puntos |
| ---- | --------- | ---------- | ---------- | ---------- | ---------- | ------- | --------- | ---------- | ------ |
| 1    | Japón     | 4          | 4          | 0          | 0          | 203     | 19        | 184        | 12     |
| 2    | China     | 4          | 4          | 0          | 0          | 182     | 19        | 163        | 12     |
| 3    | Hong Kong | 4          | 3          | 0          | 1          | 145     | 31        | +114       | 10     |
| 4    | Malasia   | 4          | 0          | 0          | 4          | 12      | 135       | -123       | 4      |

### Grupo B
| Pos. | Equipo              | Encuentros | Encuentros | Encuentros | Encuentros | Tantos  | Tantos    | Tantos     | Puntos |
| Pos. | Equipo              | jugados    | ganados    | empatados  | perdidos   | a favor | en contra | diferencia | Puntos |
| ---- | ------------------- | ---------- | ---------- | ---------- | ---------- | ------- | --------- | ---------- | ------ |
| 1    | Samoa               | 4          | 2          | 0          | 2          | 81      | 62        | 19         | 8      |
| 2    | Papúa Nueva Guinea  | 4          | 1          | 0          | 3          | 80      | 97        | -17        | 6      |
| 3    | Tailandia           | 4          | 1          | 0          | 3          | 29      | 167       | -138       | 6      |
| 4    | Melbourne Islanders | 4          | 1          | 0          | 3          | 14      | 216       | -202       | 6      |

#### Copa de plata
|  | Copa de plata       | Copa de plata       | Copa de plata |           |           | Quinto puesto       | Quinto puesto       | Quinto puesto  |  |
|  |                     |                     |               |           |           |                     |                     |                |  |
|  |                     |                     |               |           |           |                     |                     |                |  |
|  | Hong Kong           | Hong Kong           | 59            |           |           |                     |                     |                |  |
|  | Hong Kong           | Hong Kong           | 59            |           |           |                     |                     |                |  |
|  | Melbourne Islanders | Melbourne Islanders | 0             |           |           |                     |                     |                |  |
|  | Melbourne Islanders | Melbourne Islanders | 0             |           | Hong Kong | Hong Kong           | 55                  |                |  |
|  |                     |                     |               |           | Hong Kong | Hong Kong           | 55                  |                |  |
|  |                     |                     | Tailandia     | Tailandia | 0         |                     |                     |                |  |
|  | Tailandia           | Tailandia           | Tailandia     | Tailandia | 0         | 34                  |                     |                |  |
|  | Tailandia           | Tailandia           |               |           |           | 34                  |                     |                |  |
|  | Malasia             | Malasia             | 0             |           |           | Séptimo puesto      | Séptimo puesto      | Séptimo puesto |  |
|  | Malasia             | Malasia             | 0             |           |           | Séptimo puesto      | Séptimo puesto      | Séptimo puesto |  |
|  |                     |                     |               |           |           |                     |                     |                |  |
|  |                     |                     |               |           |           | Melbourne Islanders | Melbourne Islanders | 20             |  |
|  |                     |                     |               |           |           | Melbourne Islanders | Melbourne Islanders | 20             |  |
|  |                     |                     |               |           |           | Malasia             | Malasia             | 5              |  |
|  |                     |                     |               |           |           | Malasia             | Malasia             | 5              |  |
|  |                     |                     |               |           |           |                     |                     |                |  |

#### Copa de oro
|  | Semifinal          | Semifinal          | Semifinal |       |       | Final              | Final              | Final         |  |
|  |                    |                    |           |       |       |                    |                    |               |  |
|  |                    |                    |           |       |       |                    |                    |               |  |
|  | Japón              | Japón              | 35        |       |       |                    |                    |               |  |
|  | Japón              | Japón              | 35        |       |       |                    |                    |               |  |
|  | Papúa Nueva Guinea | Papúa Nueva Guinea | 7         |       |       |                    |                    |               |  |
|  | Papúa Nueva Guinea | Papúa Nueva Guinea | 7         |       | Japón | Japón              | 27                 |               |  |
|  |                    |                    |           |       | Japón | Japón              | 27                 |               |  |
|  |                    |                    | China     | China | 7     |                    |                    |               |  |
|  | China              | China              | China     | China | 7     | 26                 |                    |               |  |
|  | China              | China              |           |       |       | 26                 |                    |               |  |
|  | Samoa              | Samoa              | 5         |       |       | Tercer puesto      | Tercer puesto      | Tercer puesto |  |
|  | Samoa              | Samoa              | 5         |       |       | Tercer puesto      | Tercer puesto      | Tercer puesto |  |
|  |                    |                    |           |       |       |                    |                    |               |  |
|  |                    |                    |           |       |       | Samoa              | Samoa              | 24            |  |
|  |                    |                    |           |       |       | Samoa              | Samoa              | 24            |  |
|  |                    |                    |           |       |       | Papúa Nueva Guinea | Papúa Nueva Guinea | 19            |  |
|  |                    |                    |           |       |       | Papúa Nueva Guinea | Papúa Nueva Guinea | 19            |  |
|  |                    |                    |           |       |       |                    |                    |               |  |

| Bandera de Japón |
| Campeón Japón    |
| Primer título    |